# Мари (Сирија)
Мари (арап. تل حريري) био је један од најзначајнијих градова-држава у древној Месопотамији. Налазио се на западној обали Еуфрата. 

## Историја
Град је био насељен још од 5. миленијума п. н. е. Становници Марија били су углавном Семити. Успон је доживео током 3. и 2. миленијума п. н. е. Град се налазио на граници Сумера и Сирије. Овакав стратешки положај довео је до брзог успона града. Дрвна грађа из Сирије која је долазила у Сумер морала је проћи кроз Мари. Око 2350. године п. н. е. град је разорен вероватно од стране акадског краља Саргона. Понован успон Мари је доживео почетком 19. века п. н. е., за време постојања аморитских градова-држава у Месопотамији. Палата краља Зимри-Лиме вероватно је била највећа у тадашњем свету. Овај краљ дошао је у сукоб са старовавилонским царем Хамурабијем. Хамураби му је нанео пораз и разорио Мари 1759. године п. н. е. Држава се више није обновила. 